# 19e division de grenadiers
Pour les articles homonymes, voir 19e division.
La 19e division de grenadiers (en allemand : 19. Grenadier-Division ou 19. GD) est une des divisions d'infanterie de l'armée allemande (Wehrmacht) durant la Seconde Guerre mondiale.

## Historique
La 19e division de grenadiers est formée le 8 août 1944 au Danemark à partir de la 19. Luftwaffen-Sturm-Division (unité de la Luftwaffe) en tant qu'élément de la 30. Welle (30e vague de mobilisation).
Elle est renommée 19. Volksgrenadier-Division le 9 octobre 1944.

## Organisation

### Commandants
| Date                         | Grade           | Commandant     |
| ---------------------------- | --------------- | -------------- |
| ? août 1944 - ? août 1944    | Generalleutnant | Otto Elfeldt   |
| ? août 1944 - 9 octobre 1944 | Generalleutnant | Walter Wißmath |

## Théâtres d'opérations
- Danemark : août 1944 - Septembre 1944
- France : septembre 1944 - Octobre 1944

## Ordre de bataille
- Grenadier-Regiment 59
- Grenadier-Regiment 73
- Grenadier-Regiment 74
- Artillerie-Regiment 719
  - I. Abteilung
  - II. Abteilung
  - III. Abteilung
  - IV. Abteilung
- Panzerjäger-Abteilung 119
- Nachrichten-Abteilung 119
- Pionier-Abteilung 119
- Divisionseinheiten 119